# Ipatele
Ipatele – wieś w Rumunii, w okręgu Jassy, w gminie Ipatele. W 2011 roku liczyła 701 mieszkańców.